# Un autre monde (album de Daniel Balavoine)
Pour les articles homonymes, voir Un autre monde.
Albums de Daniel Balavoine
Face amour / Face amère
(1979) Balavoine sur scène
(1981)
Singles
1. Mon fils ma bataille
Sortie :  Novembre 1980
2. Lipstick Polychrome
Sortie :  Mars 1981
3. Je ne suis pas un héros
Sortie :  1980

Un autre monde est le cinquième album studio de Daniel Balavoine paru en novembre 1980.

## Historique
Ce disque, vendu à plus de 500 000 exemplaires, contient des chansons majeures du répertoire de Daniel Balavoine, telles que Mon fils ma bataille (inspirée par une histoire de couple qui concerne son ami et pianiste Colin Swinburne et aussi par le film Kramer contre Kramer, sorti quelque temps auparavant) ou encore Je ne suis pas un héros.
Balavoine donne sa propre version de Je ne suis pas un héros, chanson écrite pour Johnny Hallyday et parue quelques mois plus tôt sur l'album À partir de maintenant. Daniel Balavoine dédie sur l'album le titre à un certain Jean-Philippe Smet . Tandis que ce titre reste cantonné sur l'album d'Hallyday, négligé par tous y compris par son interprète, Daniel Balavoine le sort en 45 tours et obtient avec ce single l'un de ses plus grands succès publics.
On trouve aussi dans cet album, outre Lipstick polychrome et La vie ne m'apprend rien (deux succès secondaires), un titre instrumental qui donne son nom à l'album : Un autre monde, avec, derrière le piano, la voix de Mao Zedong. La Chine est présente jusque sur la pochette de l'album : un jeune garde rouge est perceptible dans l'oculus de l'appareil photo que tient Balavoine. On peut par ailleurs noter que l'appareil photo tenu par Balavoine est un Nikon F2, très probablement équipé d'un Photomic DP-1. On remarque que le boîtier est de couleur noire, il ne s'agit pas la version en titane, mais bien de celle en peinture noire (souvent appelée "black paint"), lancée par Nikon sur le F, le prédécesseur de ce modèle pour les photographes de guerre car celui-ci était moins visible que la version grise. Serait-ce une référence, encore une fois, à la censure, où Balavoine doit se faire discret et ne pas être "repéré" ? 
Quelques-unes des chansons moins connues (Bateau toujours (en duo avec Michel Berger), Détournement ou Mort d'un robot) ont été interprétées par Balavoine sur des plateaux de télévision. On les retrouve dans le DVD Daniel Balavoine, le chanteur (2006).
L'album est édité au Canada sous le label Pro-Culture en 1980 et au Japon deux ans plus tard avec une pochette différente.

## Liste des chansons
Toutes les chansons sont écrites et composées par Daniel Balavoine, sauf celles indiquées.
| No  | Titre                                       | Musique | Auteur         | Durée |
| --- | ------------------------------------------- | ------- | -------------- | ----- |
| 1.  | Mon fils ma bataille                        |         |                | 4:09  |
| 2.  | 10 000 Mètres                               |         |                | 4:18  |
| 3.  | Bateau toujours (en duo avec Michel Berger) |         |                | 2:42  |
| 4.  | Lipstick Polychrome                         |         |                | 4:29  |
| 5.  | Je ne suis pas un héros                     |         |                | 5:15  |
| 6.  | Détournement                                |         |                | 4:46  |
| 7.  | La vie ne m'apprend rien                    |         |                | 4:16  |
| 8.  | Allez hop !                                 |         |                | 3:53  |
| 9.  | Mort d'un robot                             |         | Patrick Dulphy | 3:31  |
| 10. | Un autre monde (instrumental)               |         |                | 5:18  |